# 圖茲洛夫河
圖茲洛夫河是俄羅斯的河流，由羅斯托夫州負責管轄，屬於阿克賽河的右支流，河道全長182公里，流域面積4,680平方公里，河水主要來自融雪，河畔城鎮有新切爾卡斯克。